# 趙佑宸
趙佑宸（1817年—1886年），原名有淳，字粹甫，號蕊史，浙江鄞縣人。清朝官员。

## 生平
道光二十年（1840）优贡。咸丰二年（1852）举人。咸丰六年（1856年）丙辰科二甲進士，選翰林院庶吉士，散館授編修。同治三年（1864年）任山東學政。同治九年（1870年）任江蘇鎮江府知府，歷署松江府、江寧府。光緒六年（1880年）正式任江寧府知府。歷署江南鹽巡道、江安督糧道，改直隸大順廣道、通政使司副使。光緒十一年（1885年）升太僕寺卿，官至大理寺卿，称廷尉公。次年以病卒於任上。著有《平安如意室詩鈔》、《文鈔》。有子赵叔孺。

## 外部連結
- 趙佑宸 （页面存档备份，存于） 中研院史語所

| 官衔          | 官衔                      | 官衔        |
| ------------- | ------------------------- | ----------- |
| 前任： 杨永杰 | 松江府知府 1877年－1877年 | 繼任： 杨霁 |